# (6944) 1979 MR3
(6944) 1979 MR3 — астероїд головного поясу, відкритий 25 червня 1979 року.
Тіссеранів параметр щодо Юпітера — 3.556.